# الضحى (عفرين)
الضحى قرية سوريّة تتبع إداريّاً لمحافظة حلب منطقة عفرين ناحية شران، بلغ تعداد سكانها 336 نسمة حسب التعداد السكاني لعام 2004.